# Daniele Manin
Daniele Manin (Venezia, 13 maggio 1804 – Parigi, 22 settembre 1857) è stato un patriota e politico italiano.

## Biografia

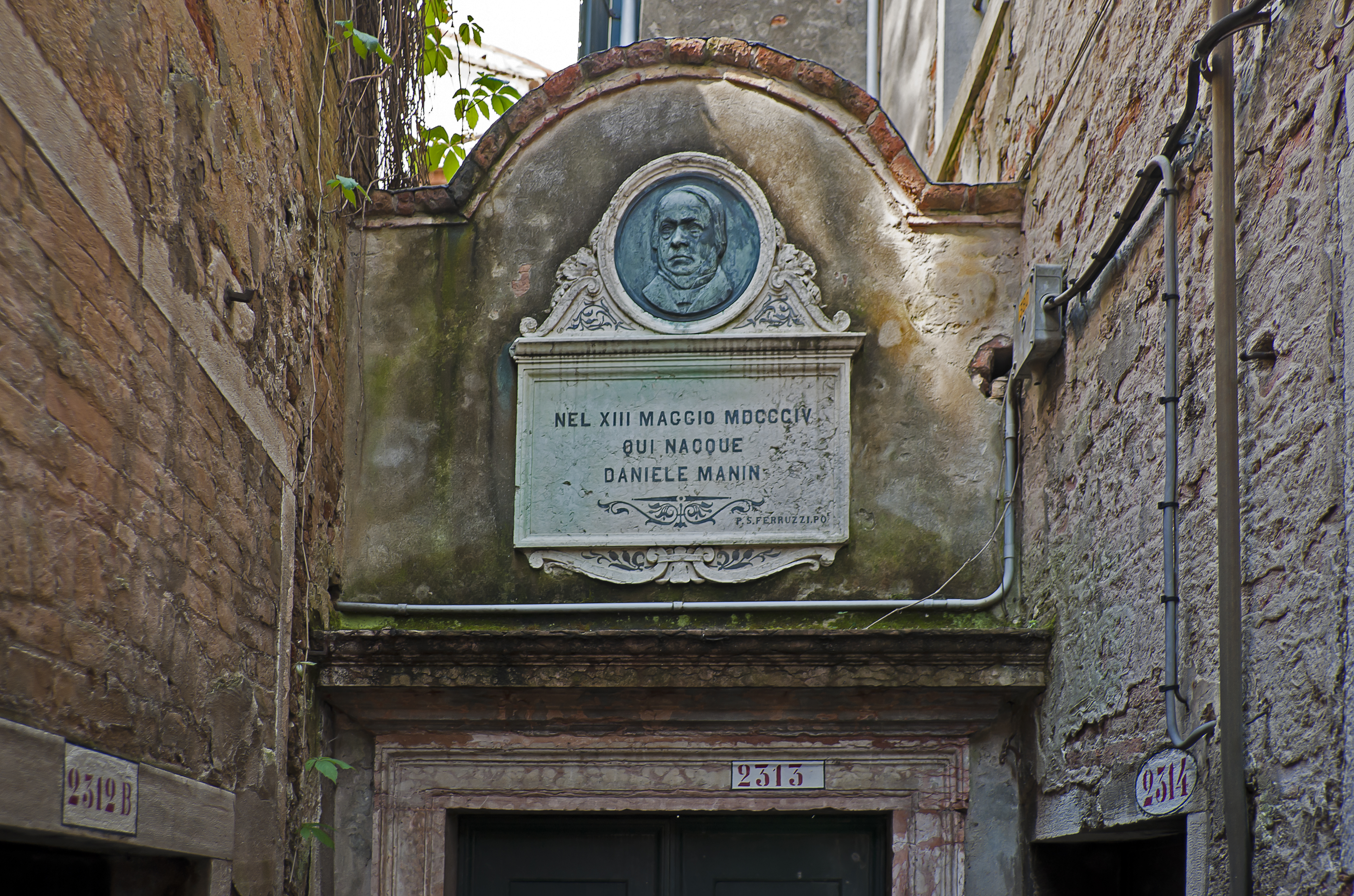
Casa natale di Manin in Venezia

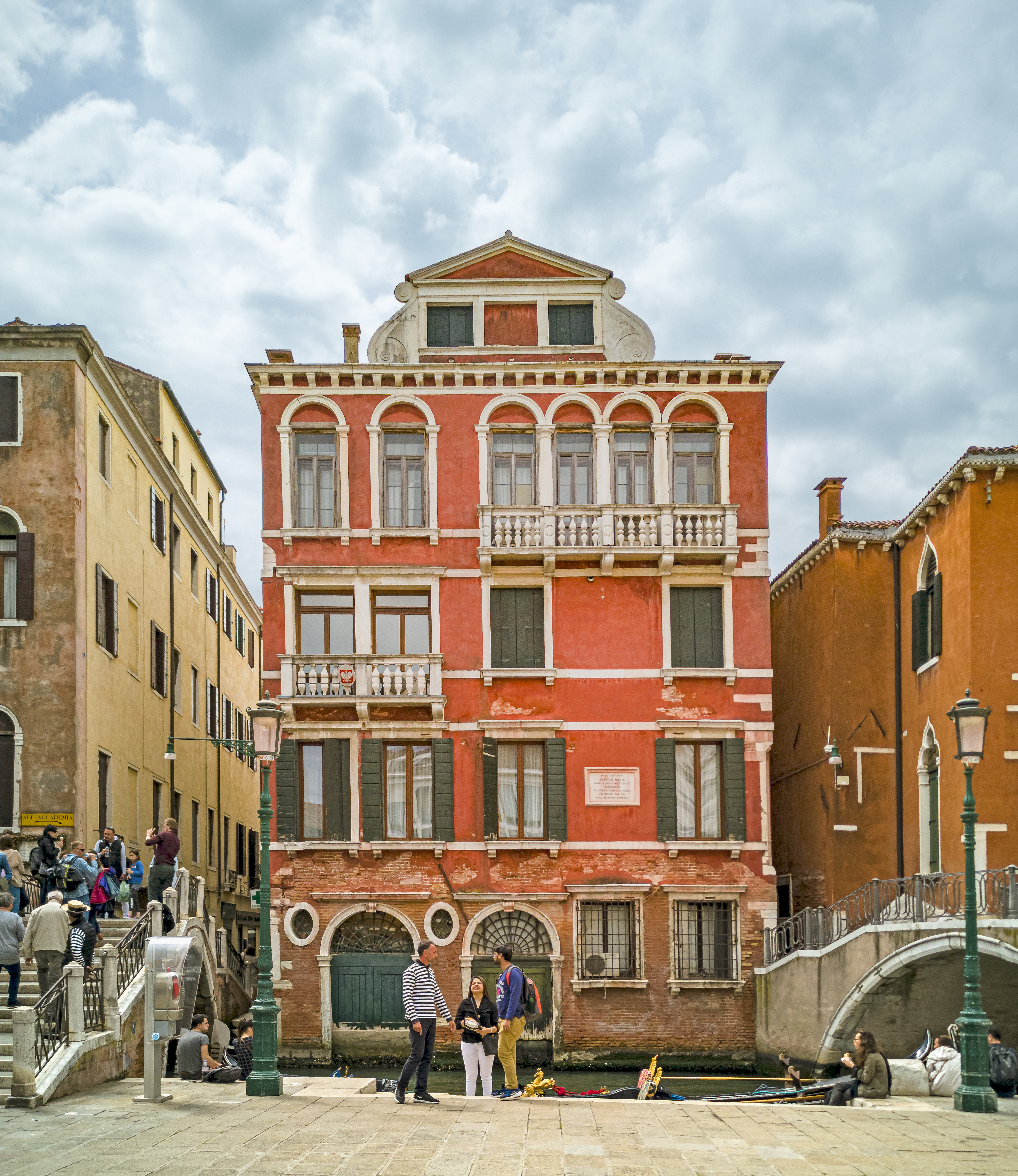
La facciata della casa dove abitava Daniele Manin, sul Rio di San Luca, a Venezia.

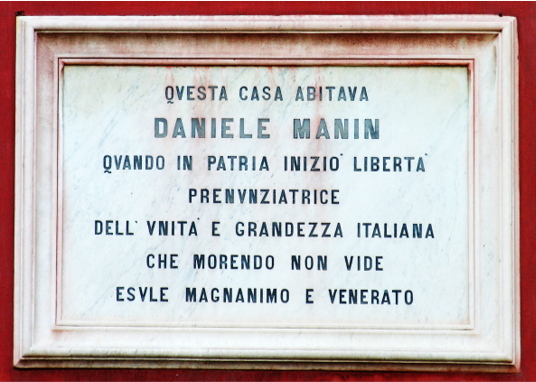

Nacque Daniele Fonseca, terzogenito dell'avvocato Pietro Antonio Fonseca (1762-1829) (alcuni storici ritengono che il cognome della famiglia fosse Medina) e Anna Maria Bellotto. La famiglia del padre aveva origini ebraiche: il padre si convertì al cattolicesimo, assumendo il cognome del padrino di battesimo, un fratello del noto Ludovico Manin, ultimo doge della Repubblica di Venezia. L'ex podestà di Venezia Pietro Orsi e alcuni storici affermano che a convertirsi non fu il padre, ma il nonno, l'ebreo veronese Samuele Medina, e che il nome ebraico della famiglia fosse appunto Medina e non Fonseca.
Il suo primo insegnante fu il padre Pietro, di idee repubblicane e democratiche. Il giovane Manin formò la sua cultura nella biblioteca paterna in campo Sant'Agostino, dove abitavano, leggendo in lingua originale i classici della letteratura e della filosofia del tempo sia italiani che europei, come John Locke, gli illuministi, con prevalenza del sensismo, Étienne Bonnot de Condillac, Jean-Jacques Rousseau, Claude-Adrien Helvétius, Giovan Pietro Vieusseux e l'Antologia o le Istituzioni di logica, metafisica ed etica del sensista italiano Francesco Soave. Manin era poliglotta e conosceva, oltre all'italiano, il francese, il tedesco, l'inglese, l'ebraico, il greco e il latino. Inoltre, nel 1811, frequentò il collegio Santa Giustina a Padova, l'attuale liceo Tito Livio di Padova.
Giovanissimo talento, pubblicò le sue prime opere già da adolescente, incluso un trattato giuridico sui testamenti (1819) e, soprattutto, un commentario dei frammenti greci del Libro di Enoch (tratti dall'opera di Giorgio Sincello), nel quale mostrò la sua abilità nell'analizzare le antiche fonti greche, latine ed ebraiche (1820).
Si iscrisse a soli quattordici anni all'Università di Padova e ottenne la laurea in giurisprudenza nel luglio del 1821 a diciassette anni; successivamente, si dedicò all'attività forense nella città natia.
Nel 1824 sposò Teresa Perissinotti (1795-1849), appartenente ad una famiglia aristocratica veneziana con ampie proprietà terriere a Venezia, Mestre e nel trevigiano.
Sempre nel 1824 compì la traduzione delle Pandette di Giustiniano e nel 1847 scrisse un ampio trattato sulla Giurisprudenza veneta, che fu tradotto anche in lingua francese.

### Proclamazione della Repubblica di Venezia e attivismo politico
(Discorso di proclamazione della Repubblica di Daniele Manin, in piazza San Marco)

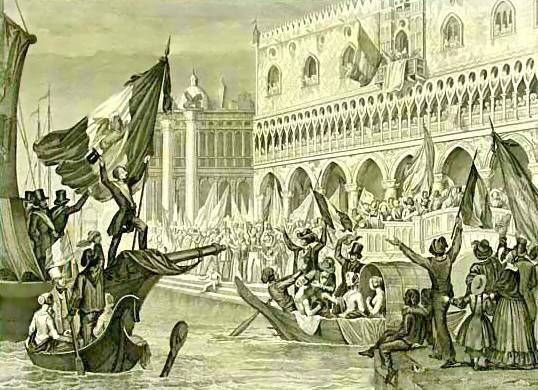
La proclamazione della Repubblica di San Marco

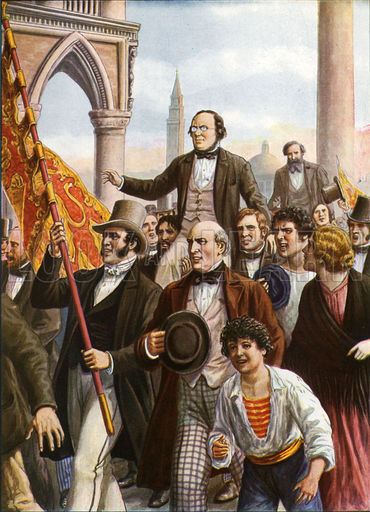
Daniele Manin e Nicolò Tommaseo liberati dalle prigioni il 18 marzo 1848

Imprigionato nelle carceri austriache per la sua attività patriottica, fu liberato a furor di popolo il 17 marzo 1848 assieme all'altro patriota Niccolò Tommaseo. Alla successiva proclamazione della Repubblica di San Marco ne fu eletto Presidente e, durante l'assedio della città nel 1848-49, diede prova d'intelligenza, coraggio e fermezza. Contribuì a fondare la Società nazionale italiana.

### Esilio a Parigi
Costretto all'esilio dal ritorno degli austriaci, visse poi a Parigi, dando lezioni di lingua italiana e conservando l'amore per la patria italiana. Gli anni di esilio furono però funestati prima dalla morte della moglie Teresa (uccisa dal colera a Marsiglia, appena giunti in Francia) e poi della figlia Emilia, malata di epilessia.

### Morte

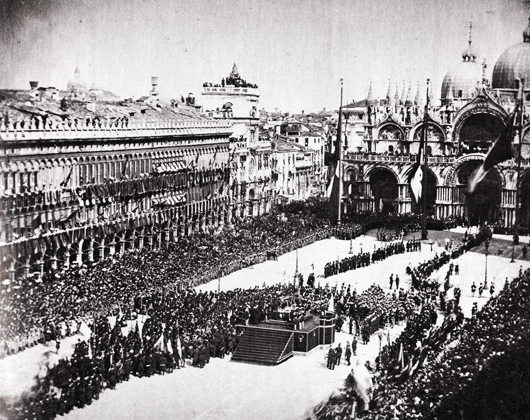
Funerale di Manin in piazza San Marco (22 marzo 1868)

Manin morì il 22 settembre 1857 a Parigi. Poco prima di morire aveva affermato:
Le ceneri di Daniele Manin tornarono a Venezia il 22 marzo 1868, circa due anni dopo la liberazione della città al termine della Terza guerra di indipendenza, e vennero salutate con una festa funebre in piazza San Marco, preceduta da una processione funebre, lungo la riva degli Schiavoni. Fu sepolto all'esterno della basilica di San Marco sul lato sinistro, perché secondo il diritto napoleonico era ormai proibita la sepoltura in chiesa.
Il poeta Arnaldo Fusinato scrisse la famosa poesia Bandiera Bianca! relativa alla difesa di Venezia organizzata da Daniele Manin.
Il figlio Giorgio (1831-1882) sarà anch'egli patriota: uno dei "Mille" di Garibaldi, ferito a Calatafimi.

## Galleria d'immagini

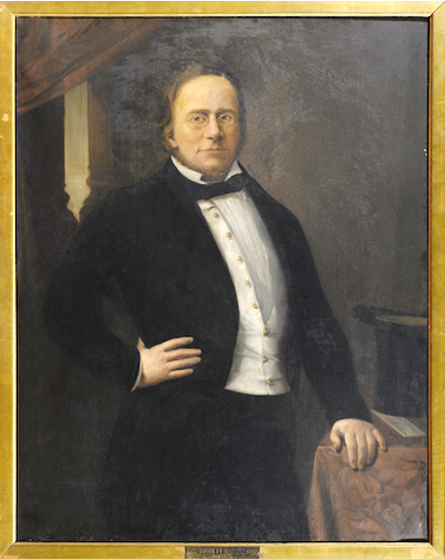
Anonimo, Daniele Manin, 1850-1860, Milano, Museo del Risorgimento
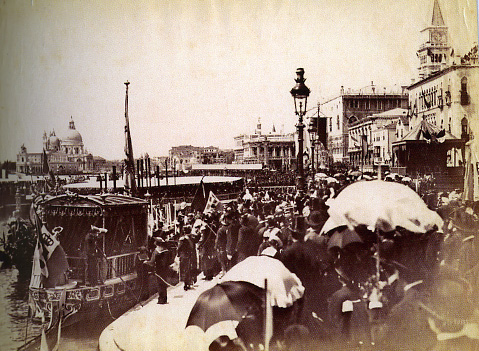
Le ceneri di Manin giunte in Riva degli Schiavoni, 22 marzo 1868
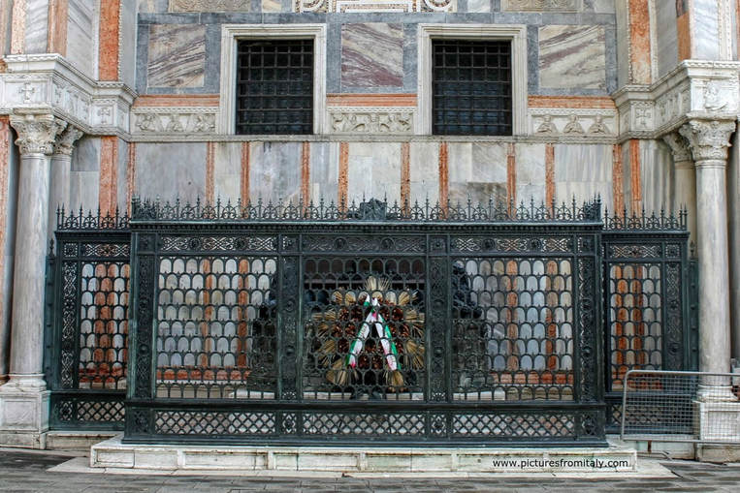
Tomba Daniele Manin, Venezia, Piazzetta dei Leoncini
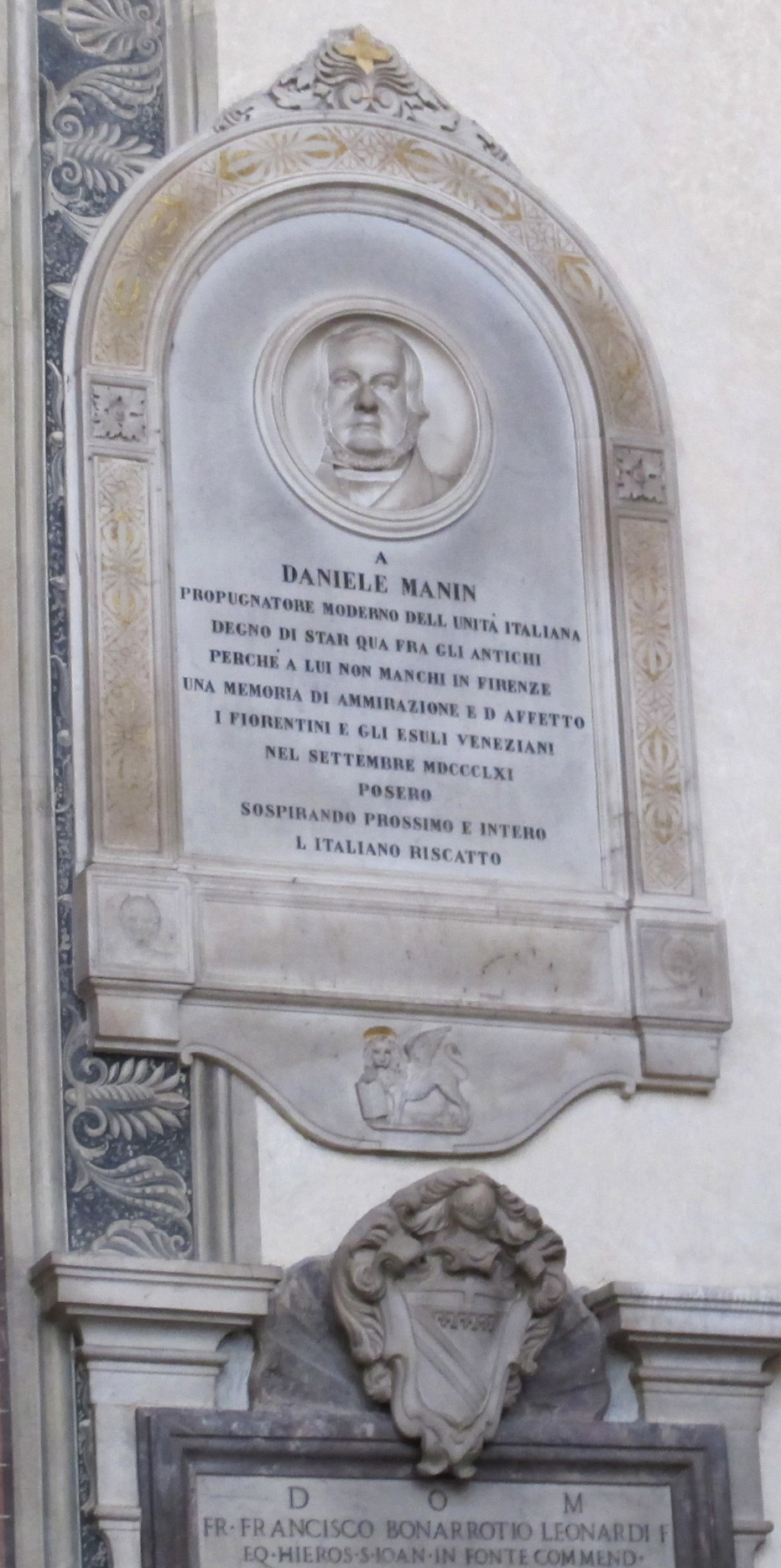
Lapide dedicata a Daniele Manin, Firenze, Santa Croce
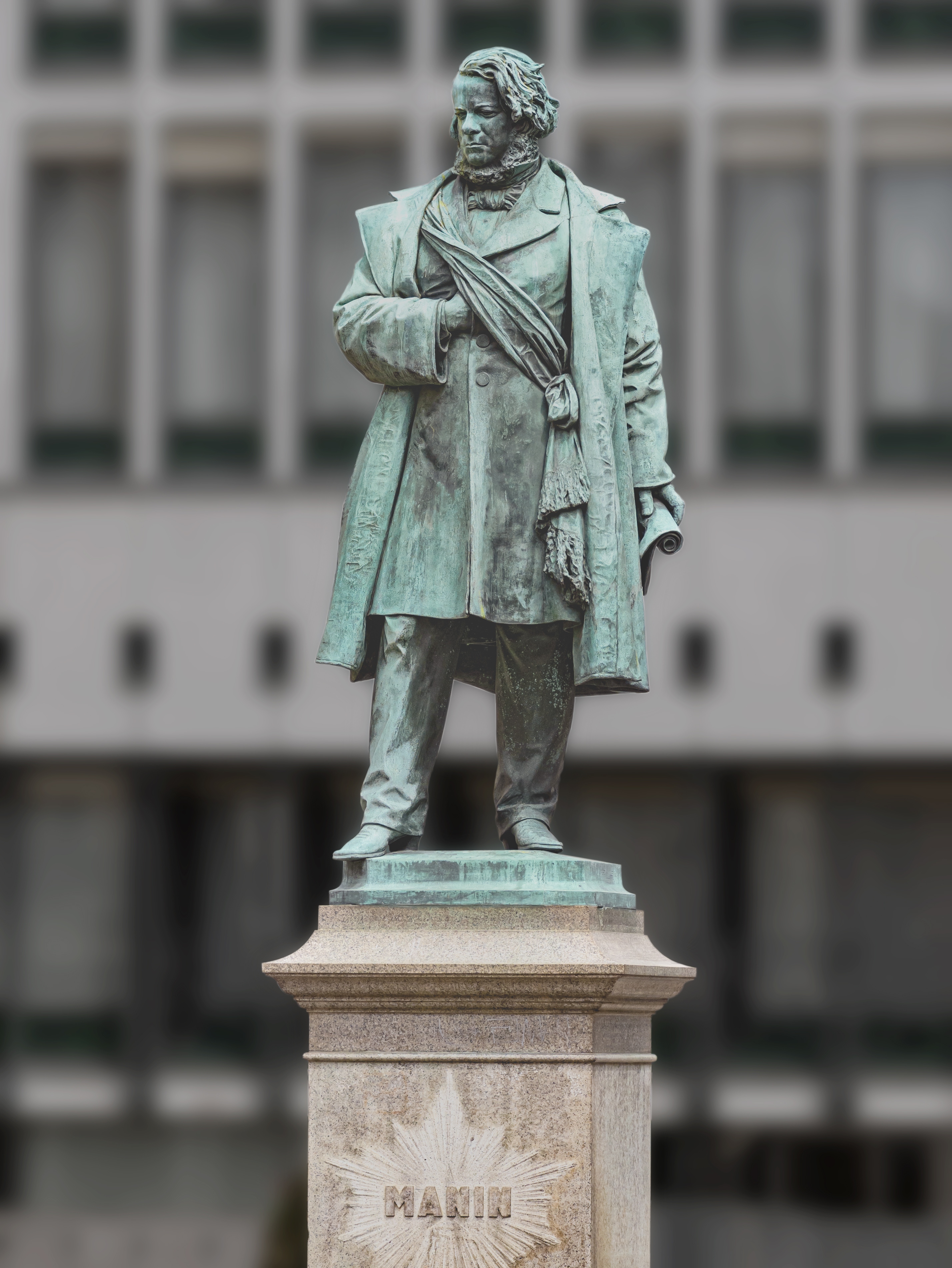
Scultura a Daniele Manin realizzata da Luigi Borro (1868), Venezia, Campo Manin
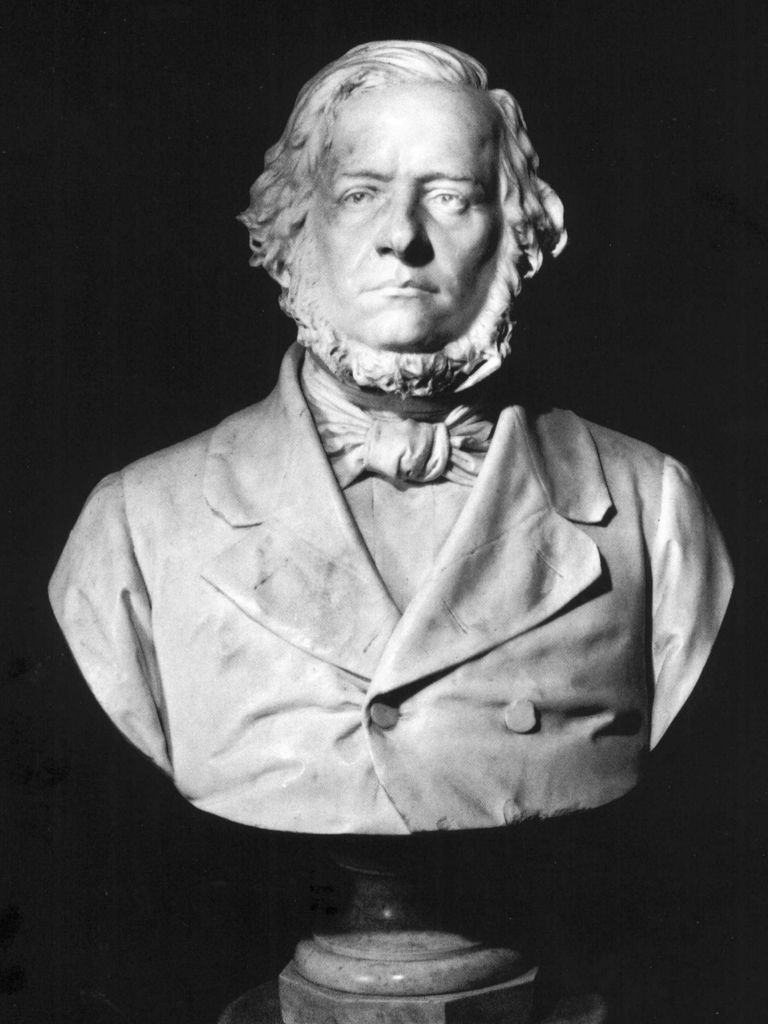
Busto di Daniele Manin, opera di Emilio Marsili del 1898